# Gällivare (gemeente)
Gällivare (Fins: Jällivaara; Samisch: Jiellevárri, Meänkieli: Jellivaara) is een Zweedse gemeente in het landschap Lapland. De gemeente behoort tot de provincie Norrbottens län. Ze heeft een totale oppervlakte van 16.950,5 km² en telde 19.204 inwoners in 2004.

## Plaatsen in de gemeente
- De kern Gällivare, vastgegroeid aan Koskullskulle en Malmberget;
- Hakkas
- Kiviniemi
- Ullatti
- Tjautjas
- Ratekjokk
- Sågen

De meeste plaatsen binnen de gemeente hebben Finse of Samische namen; een deel daarvan is in het verleden omgezet naar het Zweeds.

## Kaart
- Kaart van Gemeente Gällivare

Arjeplog · Arvidsjaur · Boden · Gällivare · Haparanda · Jokkmokk · Kalix · Kiruna · Luleå · Pajala · Piteå · Älvbyn · Överkalix · Övertorneå
Äijävaara · Alapää · Alavaara · Allavaara · Arro · Avvakko · Björkberget · Bönträsk · Dokkas · Fjällnäs · Flakaberg · Gällivare · Granhult · Grenselet · Grodberget · Hakkas · Härkmyran · Hornberg · Joentaus · Jutsavare · Kaalasluspa · Kääntöjärvi · Kaartijärvi · Kaartirova · Kaitum · Kattån · Keskijärvi · Killingi · Kilvo · Kilvokielinen · Koskivaara (Nattavaara) · Koskivaara (Skröven) · Koskullskulle · Kuolpa · Leipojärvi · Liikavaara · Lillsaivis · Linaälv · Malmberget · Mäntyvaara · Mårdudden · Markitta · Mettä Dokkas · Moskojärvi · Mukkavaara · Muorjevaara · Nattavaara · Nattavaara By · Neitiskaite · Neitisuanto · Nilivaara · Njarka · Norsivaara · Pahtopalo · Pålkem · Palo · Palohuornas · Pauki · Polcirkeln · Puoltikasvaara · Purnu · Purnuvaara · Raatukkavaara · Rantavaara · Ripats · Ruutti · Saanio · Sadjem · Saivorova · Sakajärvi · Sammakko-Lillberget · Sangervaara · Särkivaara · Sarvisvaara · Satter · Sjisjka · Skaulo · Skröven · Solberget · Soutujärvi · Storberget · Storsaivis · Stråberget · Suorvanen · Tidnokenttä · Tjautjas · Torasjärvi · Torrivaara · Ullatti · Urtimjaur · Vähävaara · Valtio · Vassaraträsket · Vettasjärvi · Vuottas · Yrttivaara